# Карловац у Народноослободилачкој борби
Карловац је за време окупације Југославије и постојања Независне Државе Хрватске био јако упориште усташких, те италијанских и немачких окупационих снага. У граду су за време рата антифашисти извршили многе диверзије. Карловац је ослобођен априла 1945. године, за време тзв. Карловачке операције.

## Долазак окупатора и припреме за устанак
27. марта 1941. године, у Карловцу су одржане манифестације у којима је становништво града и околине изразило спремност да брани земљу од фашизма. У град су 11. априла 1941. ушли делови немачке 14. оклопне дивизије, а 17. маја Карловац је постао седиште Штаба италијанске Друге армије. У рату је Карловац био јак усташко-домобрански и италијански гарнизон, од 1943. и немачки, одакле су полазиле бројне акције против јединица НОВ и ПОЈ на слободним територијама Кордуна, Баније, Петрове горе и Бихаћке републике.
Припремама за устанак у Банији и Кордуну руководио је Окружни комитет Комунистичке партије Хрватске за Карловац. Уочи рата, седиште ОК КПХ за Карловац било је у граду. У гарду и на Кордуну било је око 210 чланова КПЈ и већи број чланова СКОЈ-а. После Мајског саветовања ЦК КПЈ у Загребу 1941, ОК КПХ за Карловац је одржао саветовање, којем су присуствовали секретар Централног комитета КПХ, Раде Кончар, и члан ЦК КПХ, Јосип Краш. Одлучено је да се при ОК образује Војни комитет, да се одмах приступи прикупљању оружја и формирању ударних група, саботирању мера усташких власти, те да се посвети посебна пажња у развијању јединства и сарадње Хрвата и Срба на Кордуну. Техника ОК је умнажала прогласе, летке и други партијски материјал.

## Почетак и развој устанка

### 1941.
Средином јула 1941. године, ОК КПХ за Карловац формирао је војно руководство НОП за Кордун и десетак ударних група од по 60 чланова КПЈ и СКОЈ-а, које су одмах почеле да изводе диверзије рушењем железничких пруга и ТТ-линија. Са почетком оружане борбе 1941. већина чланова МК и ОК КПХ за Карловац и компромитовани чланови КП одлазе по задатку на подручје Кордуна и Баније, ради организационог учвршћења устаничких редова. У граду је настављена активност КПЈ и поред снажног терора усташке полиције.
У јесен 1941. дошло је до провале у којој је страдала већина чланова МК КПЈ и СКОЈ-а. У борби против усташа у Карловцу је погинуо 18. октобра Јосип Краш, а у руке полиције пао је члан ОК КПХ за Карловац, Маријан Чавић Грга. Главни штаб НОВ и ПО Хрватске организовао је акцију спасавања. Група од 25 партизана, предвођена Већеславом Хољевцем, преобучена у домобранске униформе, прошла је дању 17. новембра поред италијанских и усташких стража и упала у болницу која се налазила у центру града. У међувремену, Чавић је био пребачен у полицију (касније убијен у логору Јасеновац). При повратку, на излазу из града, група се сукобила на мосту на реци Корани с италијанском стражом. Свих 6 стражара је погинуло, док су партизани имали једног погинулог.
Нарочито тешке ударце претрпео је НОП Карловца у јуну и јулу 1941. године. 24. јула усташе су ухапсиле око 40 чланова КПЈ, СКОЈ-а, и симпатизера, а 21. и 22. јула неколико чланова ОК и МК КПЈ и СКОЈ-а и припадника ударних група. Организација НОП-а била је разбијена, а ухапшени стрељани. Већ крајем 1941. и почетком 1942. године у Карловцу је радио МК са укупно 23 члана КПЈ и МК СКОЈ са 34 члана, а у 1942. години из града је у партизанске јединице упућено више група добровољаца, а касније се тај број стално увећавао.
Италијанске снаге су 2. децембра 1941. из Карловца отпочеле дотада највећи напад на ослобођену територију Кордуна. Партизанске јединице су се повлачиле до села Грабовца, где су сутрадан успеле да зауставе италијанске јединице и потисну их према Карловцу и Војнићу. За време тог напада непријатељ је палио села, нарочито на путу од Војнића ка ослобођеној територији.

### 1942.
Током 1942. године устанак се наставио развијати. Од 12. фебруара 1942. на Кордуну је почео да излази "Наша борба", орган ОК КПХ за Карловац; 1. батаљон 2. кордунашког НОП одреда заузео је 11. маја Нетретић, које су бранили жандарми и домобрани. Демолирао је жандарску станицу, општину и пошту, а архиву спалио; делови 4. батаљона 1. кордунашког НОП одреда су 12. маја, после краће борбе, заузели домобранско упориште Ласињу и запленили 1 пушкомитраљез, 21 пушку и другу ратну опрему. Домобрани су имали 7 мртвих и 2 рањена, а партизани 1 рањеног борца. Јединице 1. кордунашког НОП одреда порушиле су 4. јуна железничку пругу Карловац-Петриња у дужини од 10,5 км и покидале 15,5 км ТТ-веза. У Росопајнику делови 1. кордунашког НОП одреда разоружали су жандармеријску посаду 7. јуна, а 18. јуна, између железничке станице Доње Дубраве и Тоуња (на прузи Карловац-Огулин) јединице 1. батаљона 2. кордунашког НОП одреда порушиле пругу у дужини од 200 м, а затим уништиле непријатељски транспорт са цистернама нафте.
У Загребу је 19.јуна био потписан споразум (тзв. Загребачки споразум) између представника владе НДХ и Више команде оружаних снага Словенија-Далмација (Суперслода): да италијанске снаге напусте 3. зону сем Карловца, а делом и 2. зону; да усташко−домобранске снаге поседну испражњене гарнизоне и обезбеде железничке пруге, да се у поменутим зонама и даље омогући стварање четничких јединица. Требало је да споразум ступи на снагу 11. јула, али су италијанске снаге и пре рока отпочеле напуштање гарнизона у Босанској крајини.
Дана 23. јуна на путу између Карловца и Тушиловића делови 1. и 2. батаљона 1. кордунашког НОП одреда напали су из заседе домобране и нанели им губитке од око 20 мртвих и 14 заробљених војника, а запленили 20 пушака, 1 пушкомитраљез, 1 мотоцикл и другу ратну опрему; 17. јула делови 2. кордунашког НОП одреда извршили су неуспео напад на усташко-домобранско упориште у Сићи, претрпевши губитке од 6 мртвих и 9 рањених бораца.
Дана 25. јула отпочело је тродневно окружно партијско саветовање за Карловац, на коме је детаљно разматрана политичка ситуација на Кордуну и констатовано да све више Хрвата прилази партизанима и да народ осуђује четничко-усташку сарадњу. На крају су постављени задаци да се више пажње посвети партијском раду, подизању нових војних и политичких кадрова и раду у масовним организацијама. Поводом тога,  ОК КПХ за Карловац упутио је 31. јула допис свим партијским организацијама и члановима Партије тога округа, у коме излаже политичку ситуацију у Хрватској и стање у партизанским јединицама.
Јединице батаљона „Јосип Краш” Жумберачко-покупског НОП одреда заузеле су 19. августа Прибић и заробиле 31 жандарма. Између села Горња и Доња Дубрава делови 2. кордунашког НОП одреда порушили су 22. августа пругу Карловац-Огулин. Непосредно после тога је и наишао непријатељски транспортни воз и преврнуо се. Том приликом је запаљено 15 вагона. Италијански војници и четници попалили су 23. августа Поникве, и село Осојник, а потом опљачкали села Велики и Мали Јадрч, Липље, Здихово, Малик, Оток, Грабрк и Трошмарију, сва у околини Карловца.
Дана 25. августа у селу Горњи Будачки (код Војнића) била је одржана окружна конференција АФЖ-а за округ Карловац: био је анализиран рад организација АФЖ-а по срезовима и дате су смернице за будући рад.
Дана 10. септембра у Тулића млину (између Дуге Ресе и Карловца) 1. батаљон 2. кордунашког НОП одреда напао жандармеријску посаду у фабрици завојног материјала и запленио већу количину санитетског материјала, а фабрику спалио. Дана 28. септембра у Нетретићу код Карловца делови 1. пролетерског НОУ батаљона Хрватске савладали су усташе, жандарме и финансе. У току борбе 3 усташе су погинуле и 7 их је заробљено. Партизани су имали 2 рањена борца. Заплењено је 9 пушака, 25 бомби и друга опрема.
Дана 30. септембра, одржана је окружна конференција АФЖ за округ Карловац, на којој је изабран Окружни одбор АФЖ.

### 1943.
Подручје Карловца обележио је од 20. јануара почетак Операције Вајс против главних снага НОВ и ПОЈ у западном делу Југославије, с циљем уништења НОВЈ и гушења народног устанка. Непријатељ је ангажовао 5 немачких и 3 италијанске дивизије и јаке усташке, домобранске и четничке снаге. Операција Вајс 1 захватила је простор између Карловца, Огулина, Книна, Босанског Петровца, Приједора и Глине; Вајс 2 између Дрвара, Ливна, Јајца и Кључа; Вајс 3 на преосталом делу територије до западне границе Црне Горе.
Већ 30. јануара из Метлике, Озља, Карловца и Јастребарског отпочео је концентричан напад јаких италијанских снага (из састава дивизија „Ломбардија”, „Качатори деле Алпи” и „Изонцо”) и усташког 10. и 9. домобранског батаљона на ослобођену територију Жумберка. Три словеначке бригаде („Матија Губец”, „Тоне Томшич” и „Иван Цанкар”) и две хрватске бригаде (13. пролетерска бригада „Раде Кончар” и 4. ударна бригада 8. дивизије НОВЈ), у огорченим борбама које су трајале до 2. фебруара, на положајима између Виводине и Крашића, нанеле су непријатељу велике губитке и принудиле га на повлачење у полазне рејоне. Према италијанским извештајима, само две њихове колоне изгубиле су око 500 људи. Јединице НОВЈ су имале 21 мртвог и 95 рањених. Дана 4. фебруара Клинча-Селу и Зденчини на прузи Загреб-Карловац словеначка 2. ударна бригада „Матија Губец” и 3. ударна бригада „Иван Цанкар” и 4. ударна бригада 8. дивизије НОВЈ напале чету усташког 5. батаљона и 150 италијанских војника. После краћег отпора, уз мање губитке, усташе су се повукле из Клинча Села у Зденчину, где су пружиле огорчен отпор, па су у свануће јединице НОВЈ обуставиле напад. Између железничких станица Домаговић и Лазина на прузи Загреб-Карловац, комбиновани одред од два батаљона словеначке бригаде „Иван Цанкар” и по једног батаљона словеначке бригаде „Матија Губец” и 4. ударне бригаде 8. дивизије НОВЈ 13. фебруара је порушио пругу на више места и напао транспортни воз. Погинуло је око 50 италијанских војника и 3 официра, заробљена су 23 италијанска војника и 15 домобрана, а уништен је воз са две локомотиве. Комбиновани одред јединица НОВЈ је имао 1 мртвог и 1 рањеног. Тих дана је коначно завршена италијанска офанзива на овом подручју.
Након завршетка италијанске офанзиве, партизанске јединице наставиле су препаде и диверзије на подручју Карловца. Већ 17. фебруара на прузи Генералски Стол - Звечај код Карловца јединице 4. батаљона Кордунашког НОП одреда разоружале 14 домобрана, а 20. фебруара између Бариловића и Крњака код Карловца јединице 1. кордунашког НОП одреда и 4. ударне бригаде 8. дивизије НОВЈ извршиле напад на две чете 35. усташког батаљона и нанеле им губитке од преко 20 мртвих и рањених. Дана 6. марта између Звечаја и Генералског Стола на прузи Огулин-Карловац диверзантска група 1. кордунашког НОП одреда уништила непријатељски воз. Дана 1. априла у рејону Прилишћа и Вукове Горице код Карловца 10. усташки батаљон извршио је напад на ојачани 2. батаљон 13. пролетерске НОУ бригаде „Раде Кончар”. Погинуло је 7, а рањено 15 бораца 13. бригаде, док су усташе имале 4 мртва и 13 рањених.
Након прилива нових бораца с подручја Карловца у партизане 17.априла у близини Босиљева код Карловца, по наређењу ГШ НОВ и ПО за Хрватску, био је формиран Карловачки партизански одред.
Дана 9. јула јединице 1. ударне и 3. ударне бригаде 8. дивизије НОВЈ напале усташко-домобранске посаде Скакавца и Ласиње. После неколико узастопних јуриша напад је обустављен уз губитке од 11 мртвих и 40 рањених. Дана 30. јула на прузи Огулин-Карловац 1. ударна и 2. ударна бригада 8. дивизије НОВЈ напале италијанско-домобранске посаде на Глоборничком мосту и у Дубравама, али напад није успео због интервенције делова италијанске дивизије „Мачерата” и оклопног воза из Огулина. Јединице 8. дивизије су имале 10 мртвих и 46 рањених. Дана 21. августа у Доњој Купчини код Карловца јединице 13. пролетерске бригаде „Раде Кончар” и Туропољско-посавског НОП одреда напале су делове 30. усташког батаљона. Погинуло је 6 и заробљено 11 усташа, док су губици јединица НОВЈ износили 1 мртав и 2 рањена. Два дана касније 23. августа, код Купчине у борби против усташа, погинуо је заменик команданта Туропољско-посавског НОП одреда Милан Мраовић, народни херој.
Капитулација Италије 9. септембра означила је преокрет односа снага на подручју Карловца. Усташе су у граду одмах разоружале делове италијанске дивизије „Ломбардија” и ухапсиле команданта дивизије и остале официре штаба. Партизани су искористили нестанак италијанске војне силе на карловачком подручју и наставили са ширењем борбених дејстава, међутим ускоро су одсуство Италијана почеле попуњавати немачке снаге. Дана 24. септембра на железничкој станици Генералски Стол делови 2. ударне бригаде 8. дивизије НОВЈ напали чету домобранског 20. железничко-стражарског батаљона и заробили 51 домобрана и 1 официра. Дана 27. септембра у рејону  Крашића  делови немачког 5. тенковског пука, са батаљоном немачког 14. СС полицијског пука и усташко-домобранским јединицама из Карловца и Јастребарског, подржавани авијацијом, напали 13. пролетерску НОУ бригаду „Раде Кончар” и одбацивши је, ушли у Крашић и Хрженик, али су се пред вече повукли у полазне рејоне. Бригада је имала 35 мртвих, 27 рањених и 15 несталих, а непријатељ 9 мртвих и 26 рањених.
Дана 28. септембра јединице 7. ударне дивизије НОВЈ напале и опколиле делове 30. усташког батаљона у Генералском Столу, порушиле пругу и пут Генералски Стол - Звечај и блокирале усташке посаде у Горњим Дубравама и на Глоборничком мосту. Борбе су настављене и сутрадан, када су немачко-усташке снаге, подржаване тенковима, из Карловца продрле у Генералски Стол и извукле опкољену усташку посаду. Погинуло је 12, а рањено 45 непријатељских војника, док су јединице 7. ударне дивизије имале 12 мртвих и 34 рањена. Дана 5. октобра у близини Винице усташе су изненада напале 2. батаљон Кордунашког НОП одреда и нанеле му губитке од 10 мртвих, 13 рањених и 3 заробљена.
Обимнија окупаторско-квислиншка офанзива на карловачком подручју покренута је 21. октобра на слободну територију Жумберка нападом немачких СС моторизованих дивизија „Викинг” и „Херман Геринг” из Карловца, Драганића и Јастребарског и делова немачке СС оклопне дивизије „Адолф Хитлер” и 162. пешадијске туркестанске дивизије из Новог Места и Метлике. После тродневних борби код Окића, Свете Јане, Прибића, Релића и Барони-Села 13. пролетерска НОУ бригада „Раде Кончар”, вештим маневром (са тек пристиглим рањеницима из Словеније), пребацила се у Туропоље, а затим, преко Купе, на Кордун. Бригада је имала 14 мртвих, 40 рањених и 33 нестала.
Крај године облележила је непријатељска операција Пантер, која је отпочела 6. децембра на Кордуну и Банији, у циљу разбијања 4. корпуса НОВЈ, уништења његових база за снабђевање и вршења депортације становништва. С линије Карловац-Огулин ка Петровој гори и Шамарици наступала је немачка 371. пешадијска дивизија, а с комуникација Глина-Петриња-Суња и Суња-Костајница-Бихаћ наступали су главнина немачке 1. козачке коњичке дивизије и делови немачке 373. легионарске дивизије и домобранске 2. ловачке бригаде. До 20. децембра непријатељ је готово на свим правцима сломио отпор јединица 4. корпуса НОВЈ и продро на слободну територију, пустошећи насеља и пљачкајући становништво. Четврти корпус је имао око 200 бораца избачених из строја.
Даљим јачањем НОП-а, обезбеђени су услови и за развој политичких органа НОП-а. Тако је 12. јуна била одржана прва конференција УСАОЈ-а за округ Карловац, на којој је био изабран Окружни одбор. У октобру је била одржана конференција АФЖ-а за округ Карловац. У Војнићу је од 20. до 27. новембра трајала окружна конференција КПХ за Карловац, а 27. новембра је отпочела конференција СКОЈ-а за Карловац, чијем је дводневном раду присуствовало око 270 делегата из свих крајева округа.

### 1945.
У ширем подручју Карловца, дејствовале су све време јаче партизанске јединице, попут Кордунашких партизанских одреда, Осме кордунашке бригаде и 34. дивизије Четвртог корпуса НОВЈ у чијем су саставу дејствовали Карловачка ударна бригада и Карловачки партизански одред.
Преко 6.000 грађана са територије среза Карловац, укључујући и град, учествовало је у НОВЈ, од којих је око 1.000 погинуло. Као жртве фашизма страдало је 1825 грађана. Карловац је ослобођен у завршним операцијама Југословенске армије за коначно ослобођење земље, 6. маја 1945. године.

## Истакнуте личности НОП-а и народни хероји Карловца
- Борис Балаш
- Јосип Краш
- Већеслав Хољевац
- Маријан Чавић
- Стјепан Милашиновић
- Фрањо Молек
- Милан Мраовић
- Душан Пекић